# Bellaspira acclivicosta
Bellaspira acclivicosta là một loài ốc biển, là động vật thân mềm chân bụng sống ở biển trong họ Drilliidae.

## Hình ảnh

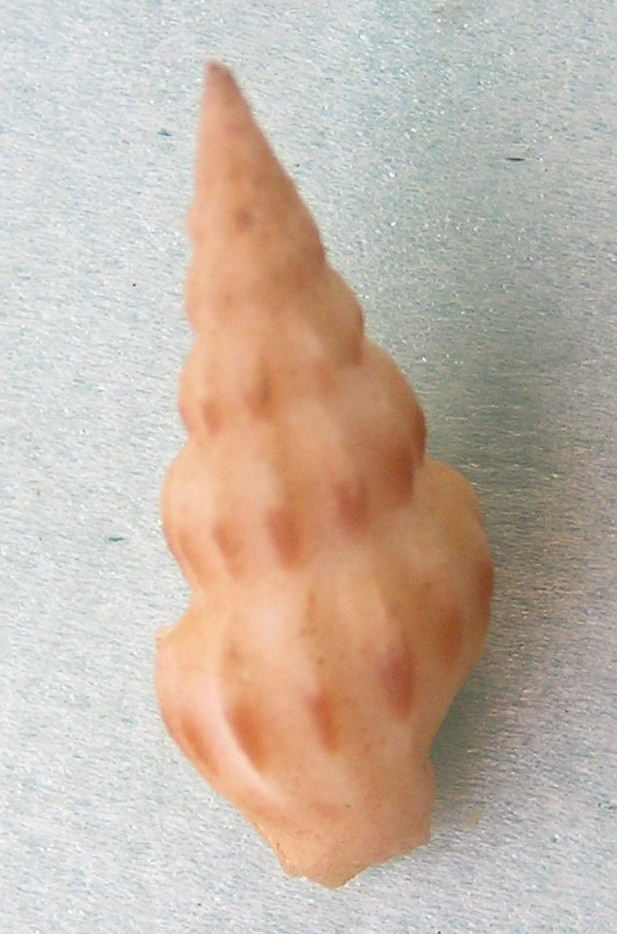